# NGC 226
NGC 226 (również PGC 2572 lub UGC 459) – galaktyka spiralna (Sab?) znajdująca się w gwiazdozbiorze Andromedy. Odkrył ją John Herschel 22 listopada 1827 roku.